# Хан, Клаус Петер
Клаус Петер Хан (нем. Klaus-Peter Hahn; 26 сентября 1944, Бемпфлинген — 2003) — немецкий виолончелист и дирижёр.

## Биография
Учился в Штутгарте у Людвига Хёльшера, прошёл также мастер-классы Пьера Фурнье и Поля Тортелье. Изучал дирижирование под руководством Ханса Гришката и Томаса Унгара.
На первом этапе карьеры выступал преимущественно как ансамблист, особенно в составе Штутгартского фортепианного трио (1968—1981). Затем начал развивать сольную карьеру, наиболее известен как исполнитель сюит для виолончели соло Иоганна Себастьяна Баха. С 1999 года и до конца жизни играл в составе «Trio Passionato» (с пианистом Юрием Розумом и скрипачом Александром Яблоковым). Как дирижёр с 1981 года руководил камерным оркестром «Марсельские солисты», затем в 1987—1991 годах — главный дирижёр Курпфальцского камерного оркестра. С 1991 года возглавлял камерный оркестр «Солисты Бургундии». Во второй половине 1990-х годов постоянно работал с московским Симфоническим оркестром Радио и Телевидения, осуществил с ним ряд записей.